# Arttu Brummer
Kaarle Arttu Brummer-Korvenkontio, beter bekend als Arttu Brummer (Hämeenlinna, 10 mei 1891 - Helsinki, 4 maart 1951) was een Fins glaskunstenaar en meubel- en interieurontwerper. Brummer had als ontwerper en docent een belangrijke invloed op de Finse kunstwereld.

## Levensloop
Brummer werd geboren in Hämeenlinna op 10 mei 1891. Van opleiding was hij meubel- en interieurontwerper, maar stond hoofdzakelijk bekend als glaskunstenaar. Na zijn afstuderen in 1913 startte Brummer een eigen ontwerpbureau. Vanaf 1919 tot aan zijn dood in 1951 was hij als docent verbonden aan Centrale Hogeschool voor de Kunsten in Helsinki waar hij onder meer compositietheorie en, vanaf 1930, heraldiek doceerde. Onder zijn leerlingen bevonden zich onder meer glaskunstenaars Gunnel Nyman, Birger Kaipiainen, Timo Sarpaneva en keramiste Dorrit von Fieandt. Vanaf 1944 was Brummer naast docent ook artistiek leider aan de Universiteit.
In 1923 huwde Brummer met textielontwerpster Eva Anttila. Dit resulteerde in 1925 in een scheiding. In 1926 trouwde hij opnieuw, ditmaal met textielontwerpster Eva Ester Martio. Vanaf 1927 was Brummer als conservator werkzaam bij het Museum voor Kunst en Industrie.
Doordat Finse bedrijven nauwelijks ontwerpers in vaste dienst namen, werkte Brummer net als vele anderen op freelance basis en kreeg zijn opdrachten door mee te doen aan ontwerpwedstrijden. In 1932 nam hij deel aan een ontwerpwedstrijd van glasfabrikant Karhula, die hij won. In 1933 won hij een ontwerpwedstrijd van glasproducent Riihimäki. Vanaf dat jaar werden al zijn glasontwerpen in Riihimäki geproduceerd. Zijn meest bekende ontwerp voor Riihimäki was de 'Finlandia' vaas uit 1945.
Brummers werk wordt omschreven als een conservatieve tegenhanger van het functionalisme uit de jaren '30 van de twintigste eeuw. Zijn stijl heeft zowel kenmerken van de art deco als van het classicisme uit de jaren '20. Naast glaskunst voor Riihimäki ontwierp Brummer ook interieurs en meubels voor openbare projecten. Voor onder meer de vergaderzaal van de Finse regering en de voorkamer van het Parlementshuis van Helsinki was Brummer verantwoordelijk voor het meubel- en interieurontwerp.
Brummer overleed op 4 maart 1951 in Helsinki. Hij was tot zijn dood werkzaam als docent en als ontwerper voor Riihimäki. De Finse kunstbranchevereniging Ornamo is de initiator van de naar Brummer vernoemde Brummerprijs.
- Gemeinsame Normdatei: 119069695
- International Standard Name Identifier: 0000 0000 3111 8045
- Library of Congress Control Number: n93046004
- Virtual International Authority File: 40180354
- WorldCat: E39PBJdgY6RjcTMvrMtmxcxhpP